# Escalier de Bramante
Pour les articles homonymes, voir Escalier et Bramante.
L'escalier de Bramante ou escalier de Giuseppe Momo (scala del Bramante, en italien) est un célèbre escalier en colimaçon monumental double hélicoïdal allégorique, des musées du Vatican situés à Rome en Italie (ils appartient toutefois à l'Etat de la Cité du Vatican), réalisé en 1932 par l'architecte italien Giuseppe Momo,, sous le pontificat du pape Pie XI. Il est inspiré d'un escalier Renaissance voisin du XVIe siècle de l’architecte Bramante, et baptisé de son nom par confusion. Il permet de sortir des musées en le descendant (une variante d'escalier en colimaçon moderne en forme d'ellipse-ovale permet de monter vers l'entrée des musées).

## Histoire
L'escalier Renaissance de Bramante d'origine (du même musée Pio-Clementino) est commandé en 1512 par le pape Jules II, pour relier le palais du Belvédère du Vatican à Rome. Son architecture en double colimaçon et son importante largeur et pente en forme de rampe permet d'assurer une circulation à double sens simultané, à pied, à cheval, voiture à cheval, ou chariot à bœufs... (à l'image du célèbre escalier à double révolution de 1545 du château de Chambord, attribué à Léonard de Vinci, homme que Bramante fréquente dans les années 1480 à Milan). 

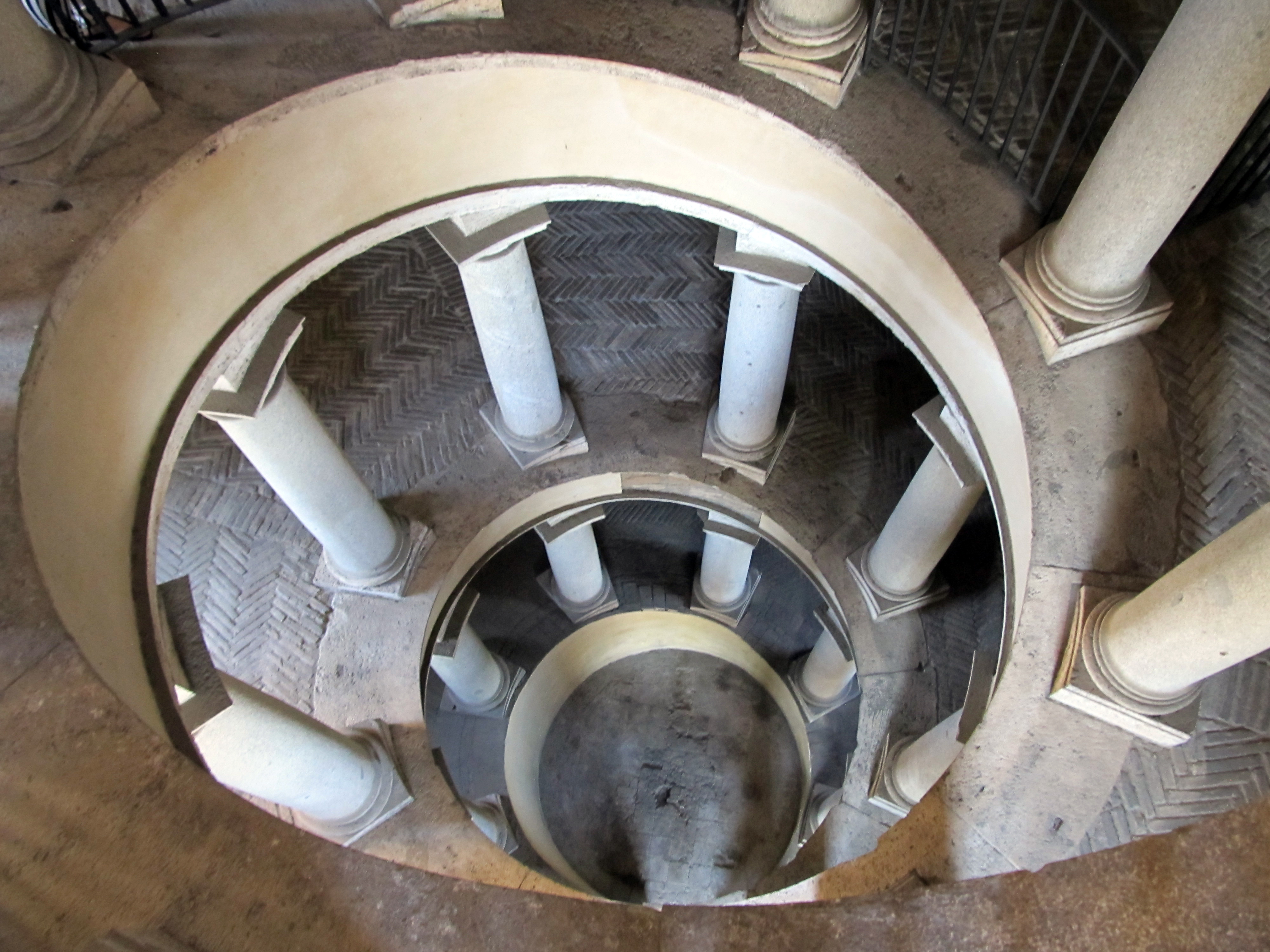
Escalier Renaissance de Bramante voisin
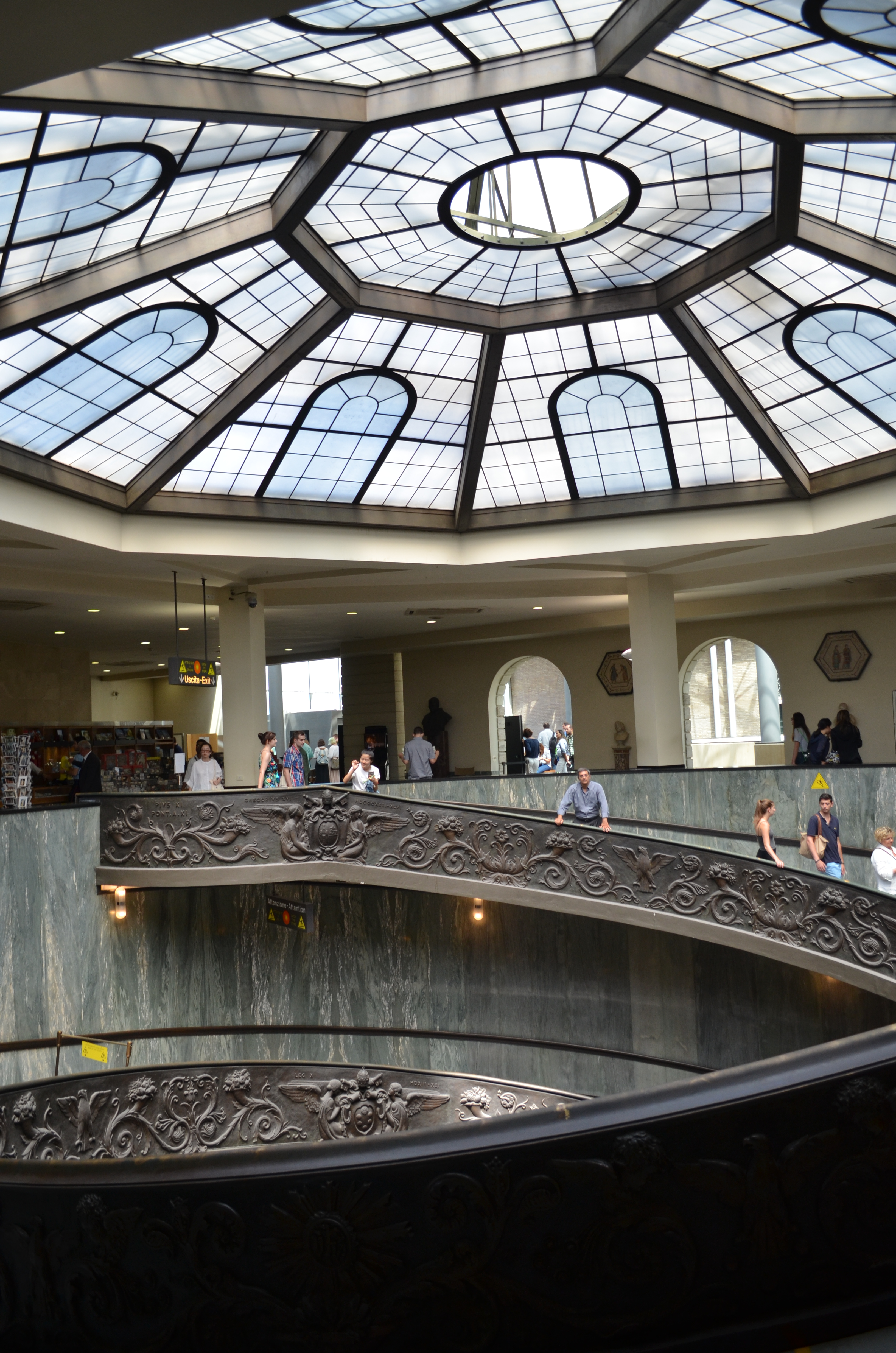
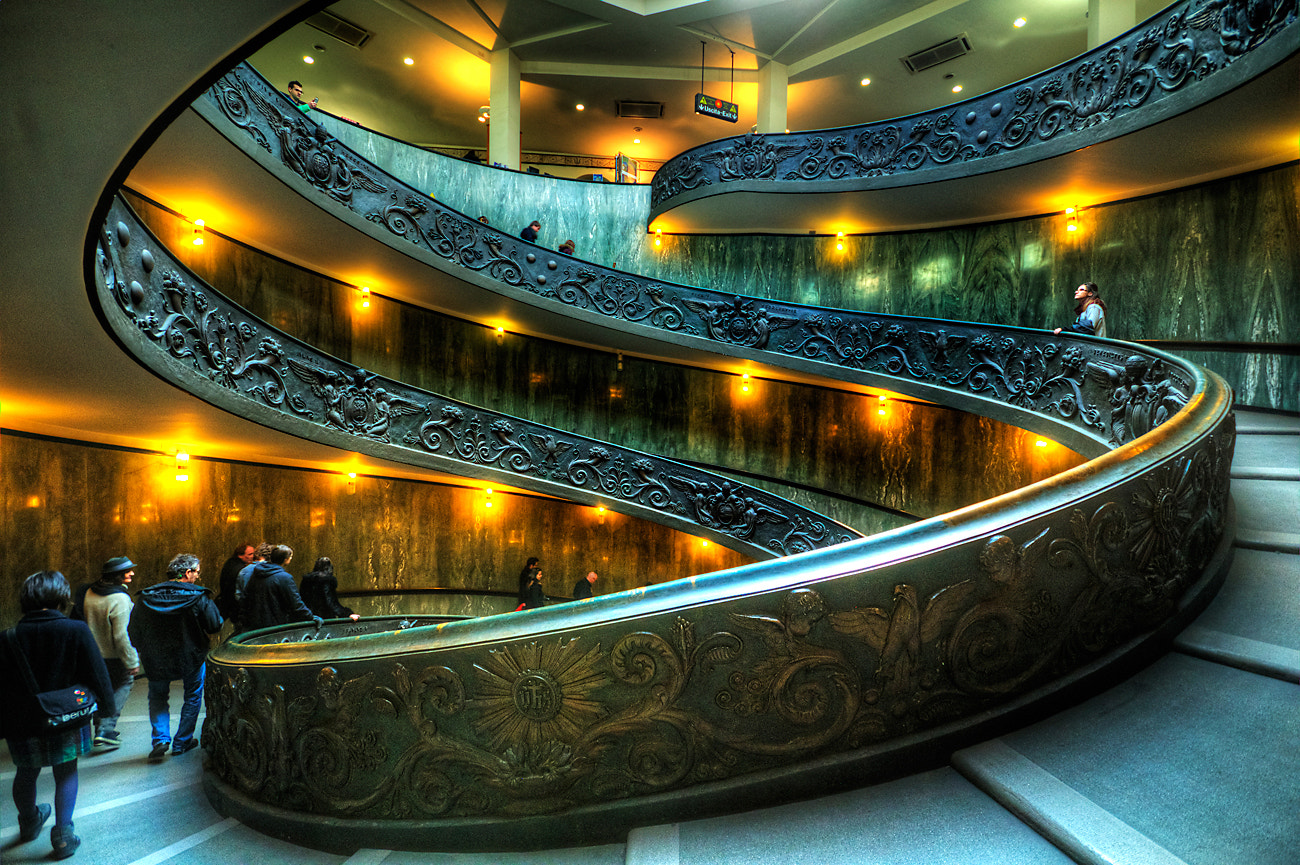

La version plus monumentale de l'escalier de Bramante est conçue par l'architecte italien Giuseppe Momo en 1932,. Cet escalier en colimaçon est inspiré du précédent, avec un effet d'optique de forme de spirale-conique montante ou descendante, éclairé par la lumière d'une verrière-puits de lumière au sommet, avec balustrades en métal décorées d'armoiries papales et de corne d'abondance... 

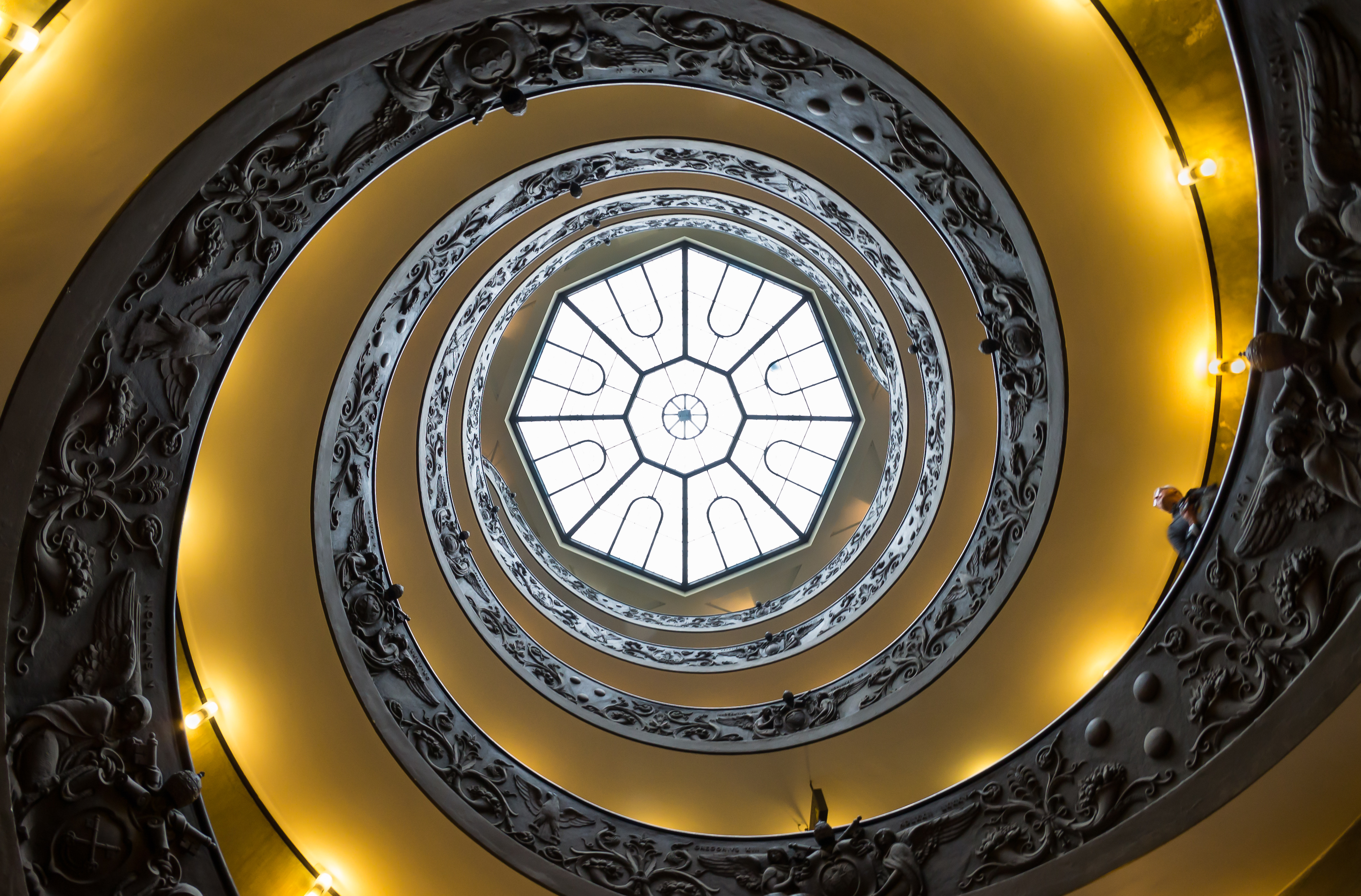
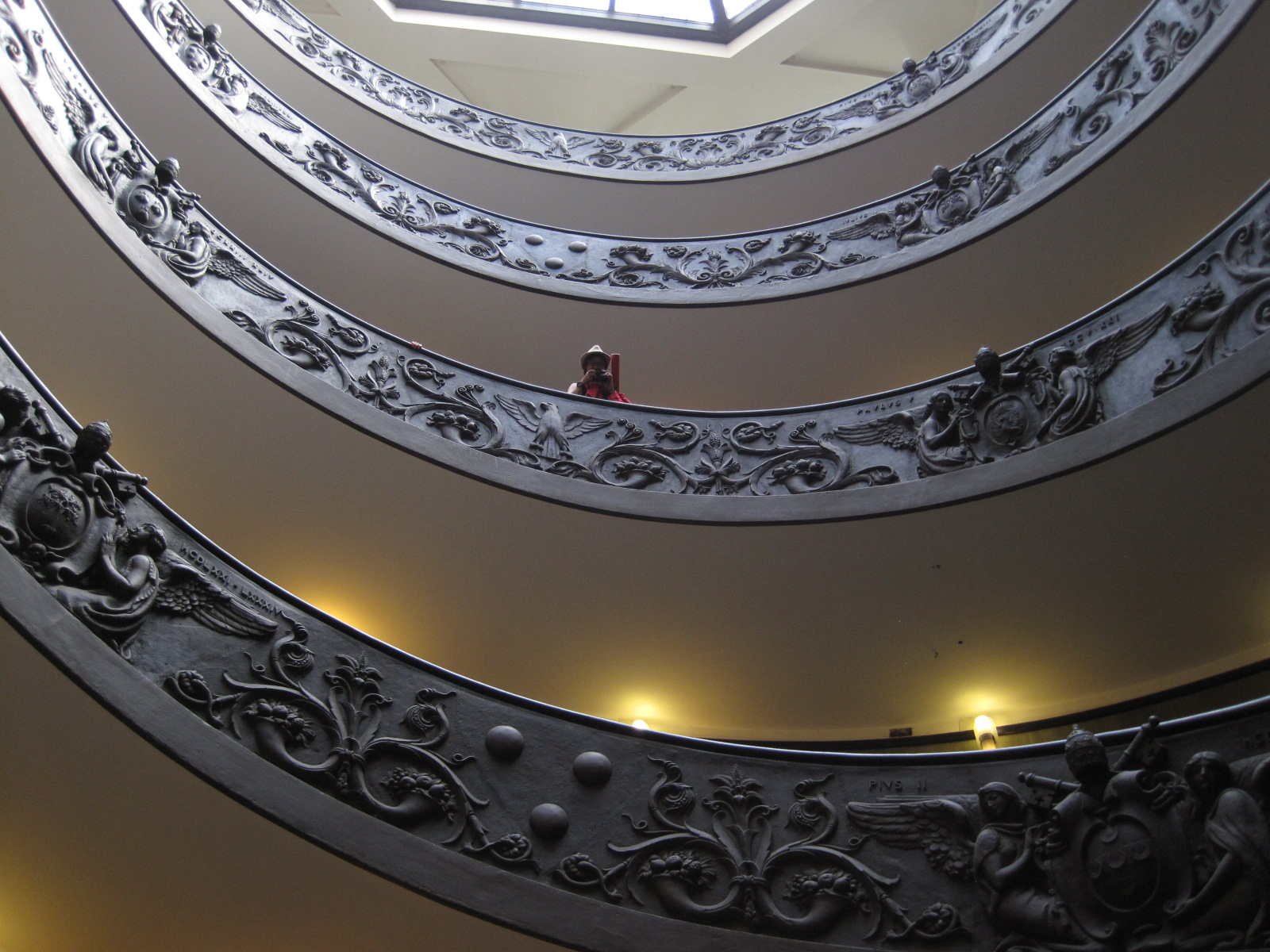
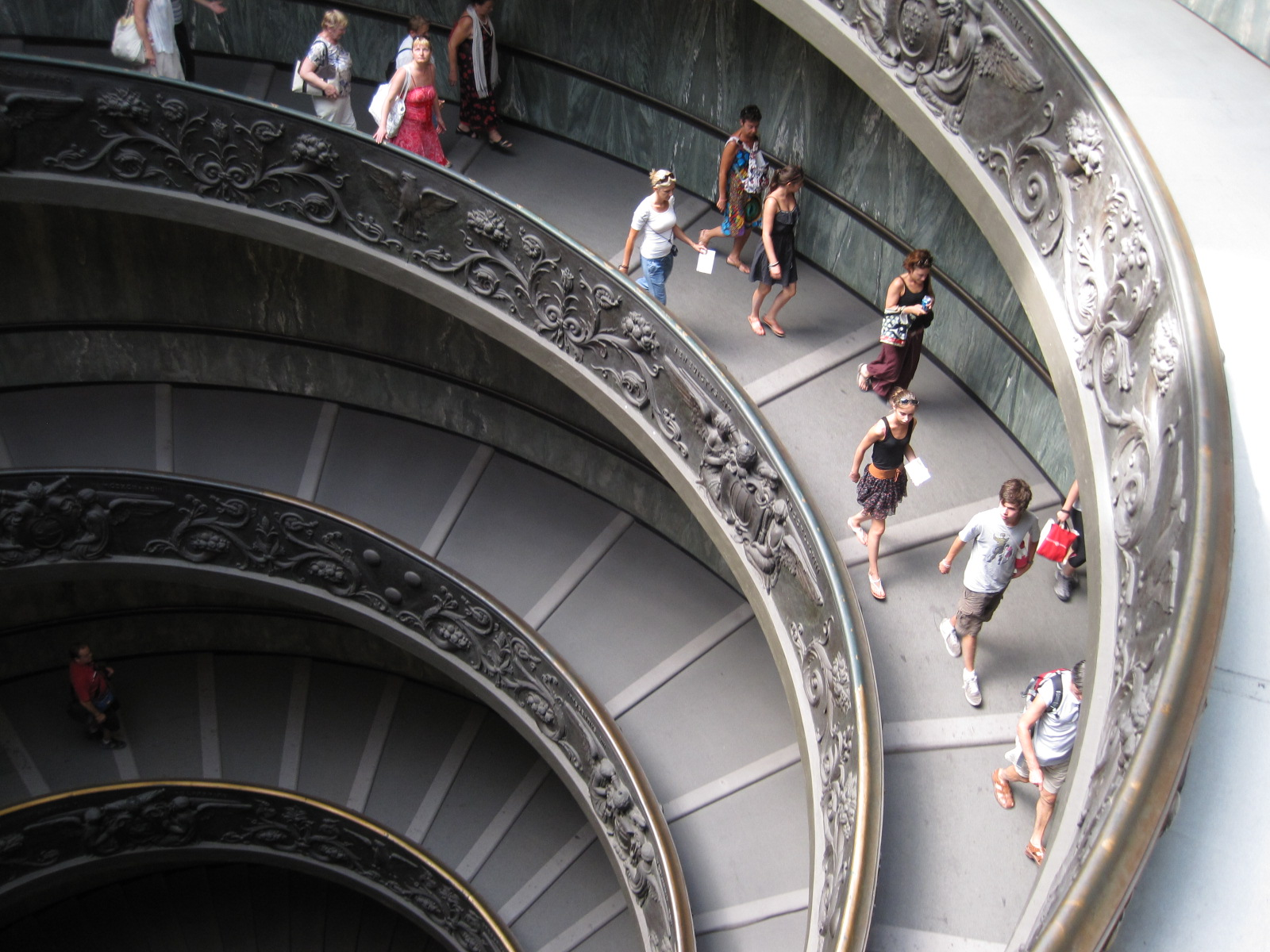
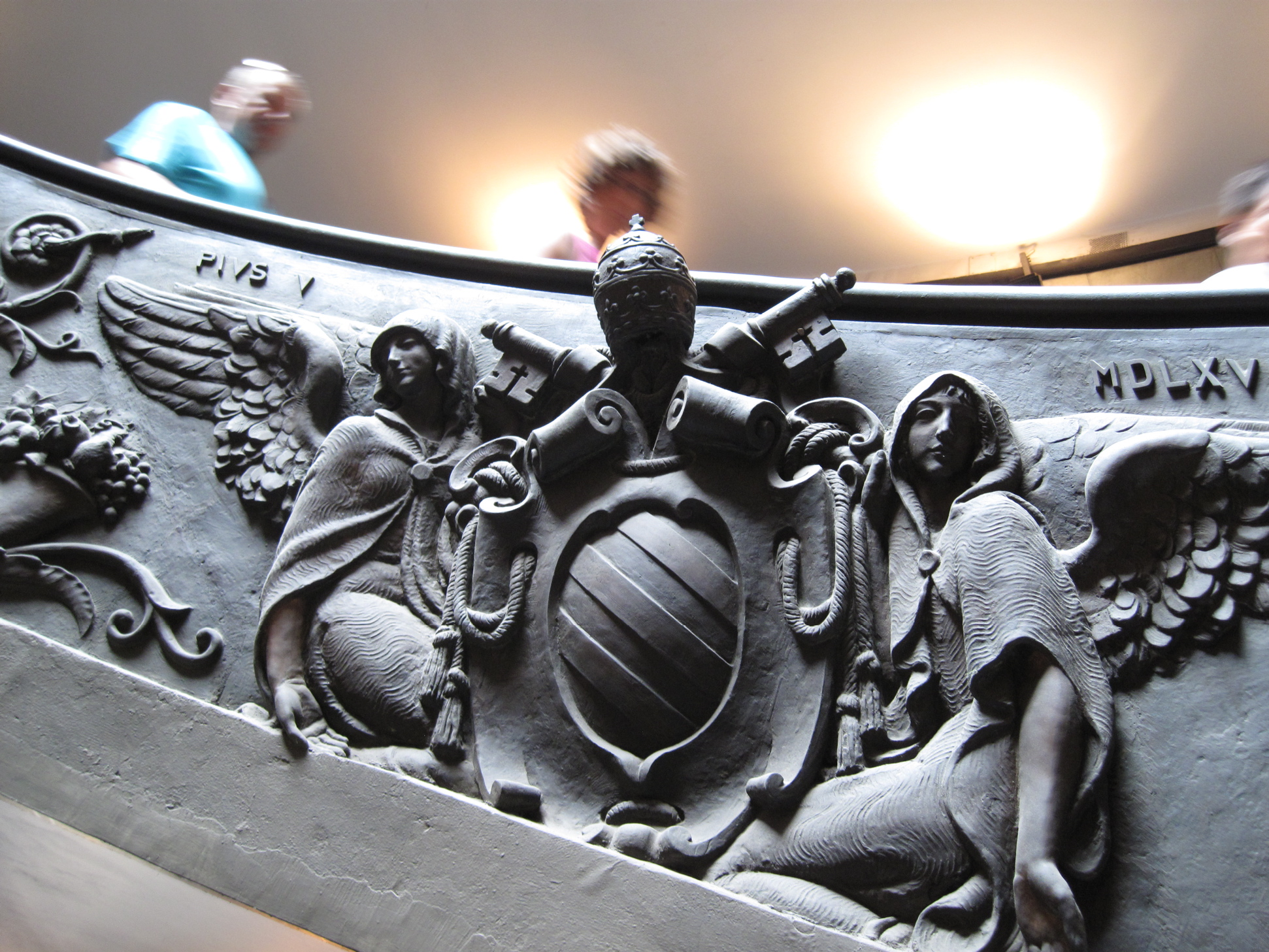

## Symbolique
Variantes de la symbolique géométrique du cercle, les spirales-hélicoïdales symbolisent un mouvement géométrique harmonieux d'évolution ou de régression allégorique vers le néant ou l'infini, montant ou descendant, à l'image des spirale d'Archimède, coquille de gastéropode, hélice ou double hélice moléculaire de génome, ou de caducée, ou triple spirales de triskèle, ou des cônes des Enfer (Divine Comédie), Purgatoire (Divine Comédie), et Paradis (Divine Comédie) qui mènent vers l'Empyrée de la sphère céleste de la Divine Comédie de Dante du XIVe siècle... 

Quelques variantes ou inspirations
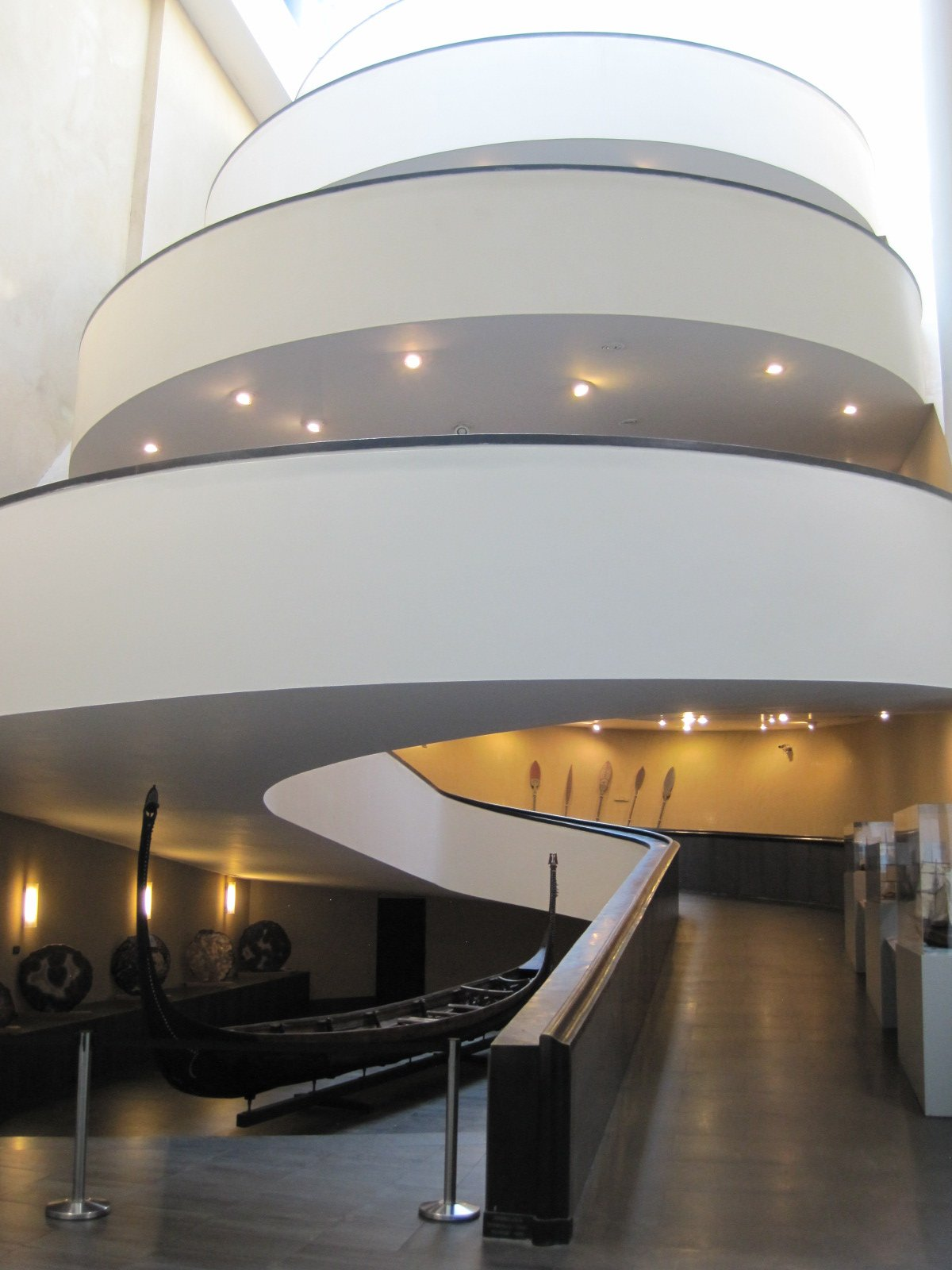
Escalier en colimaçon d'entrée
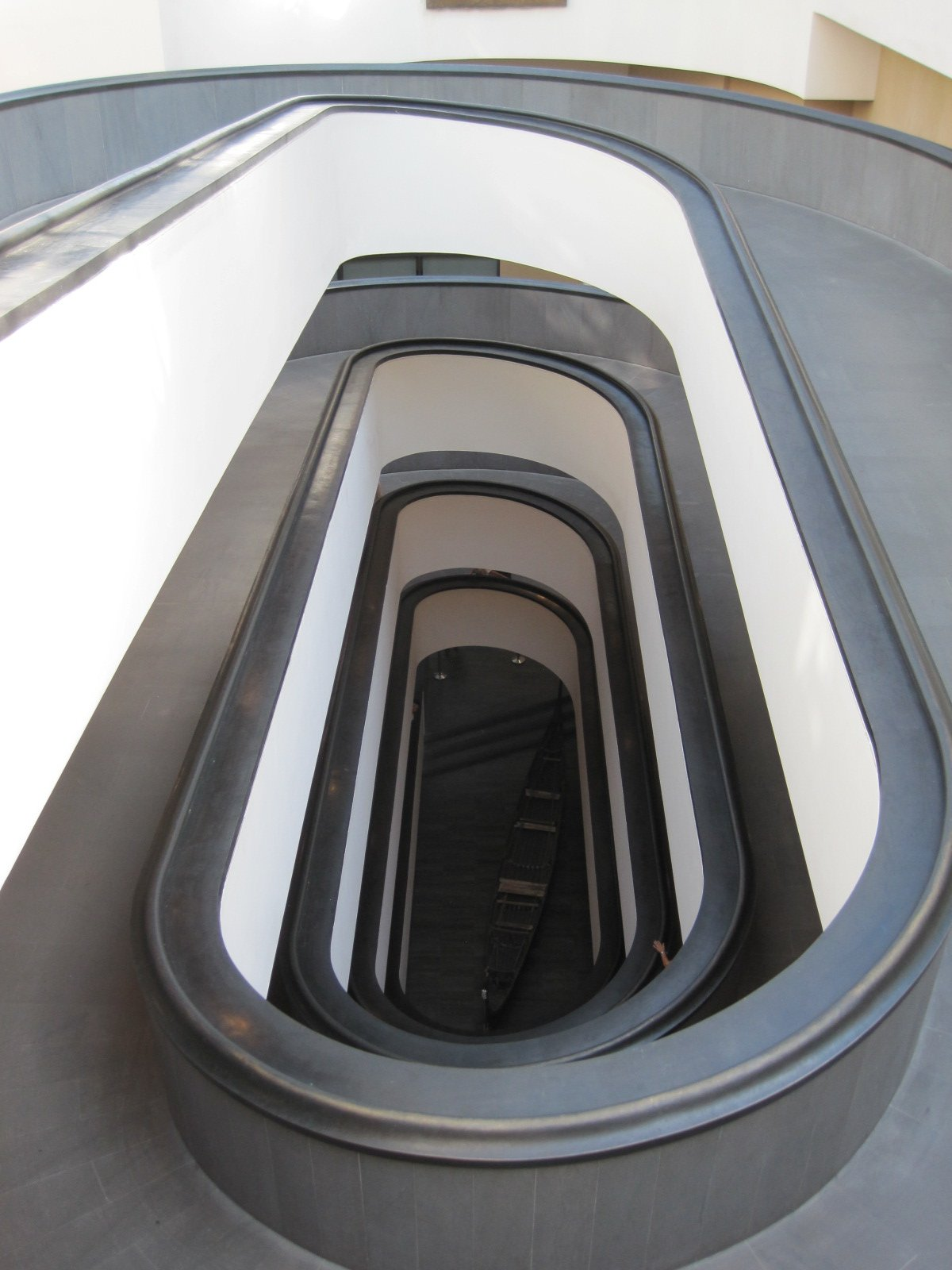
du musée (variante ovale moderne)
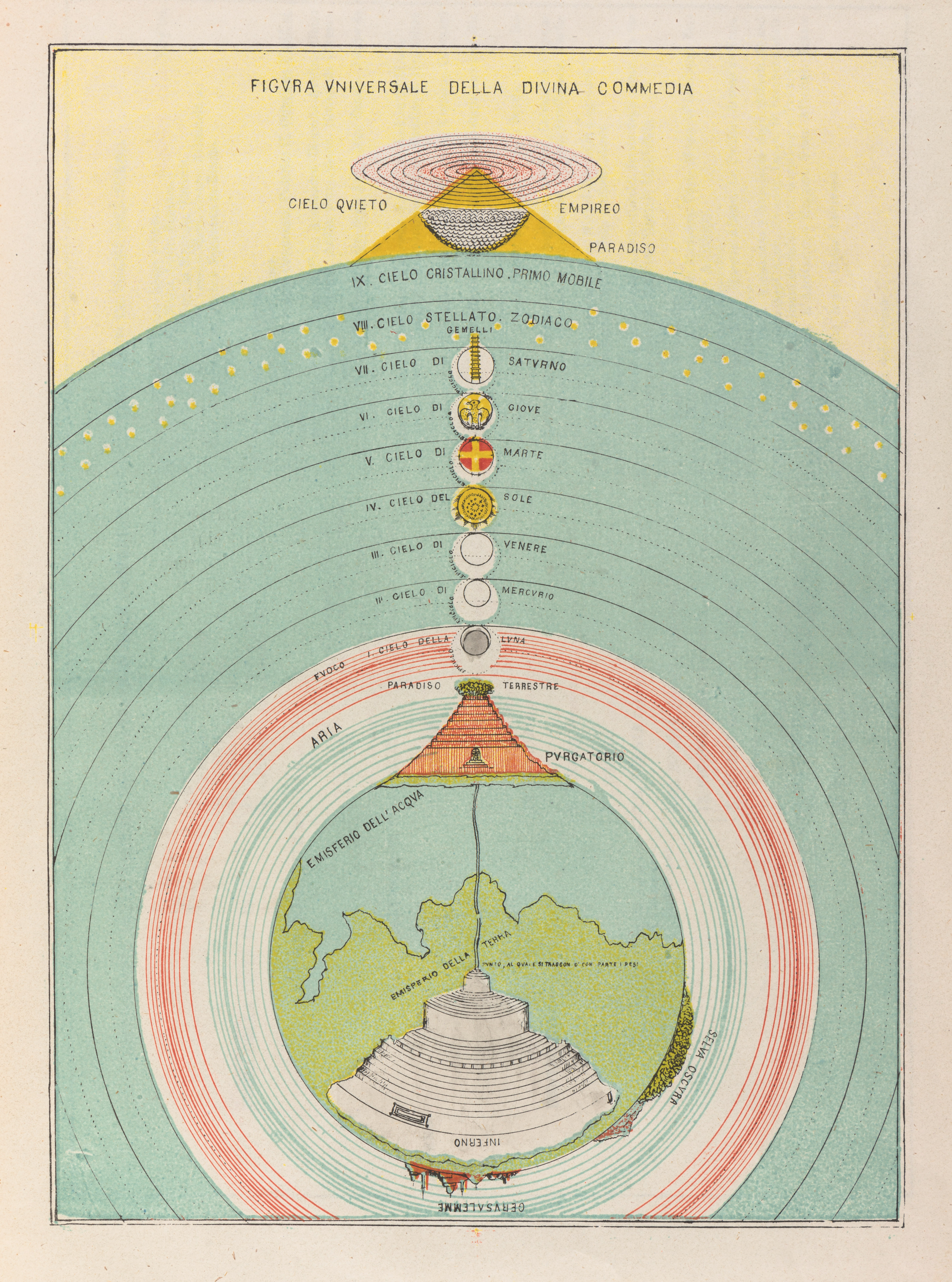
La Divine Comédie de Dante
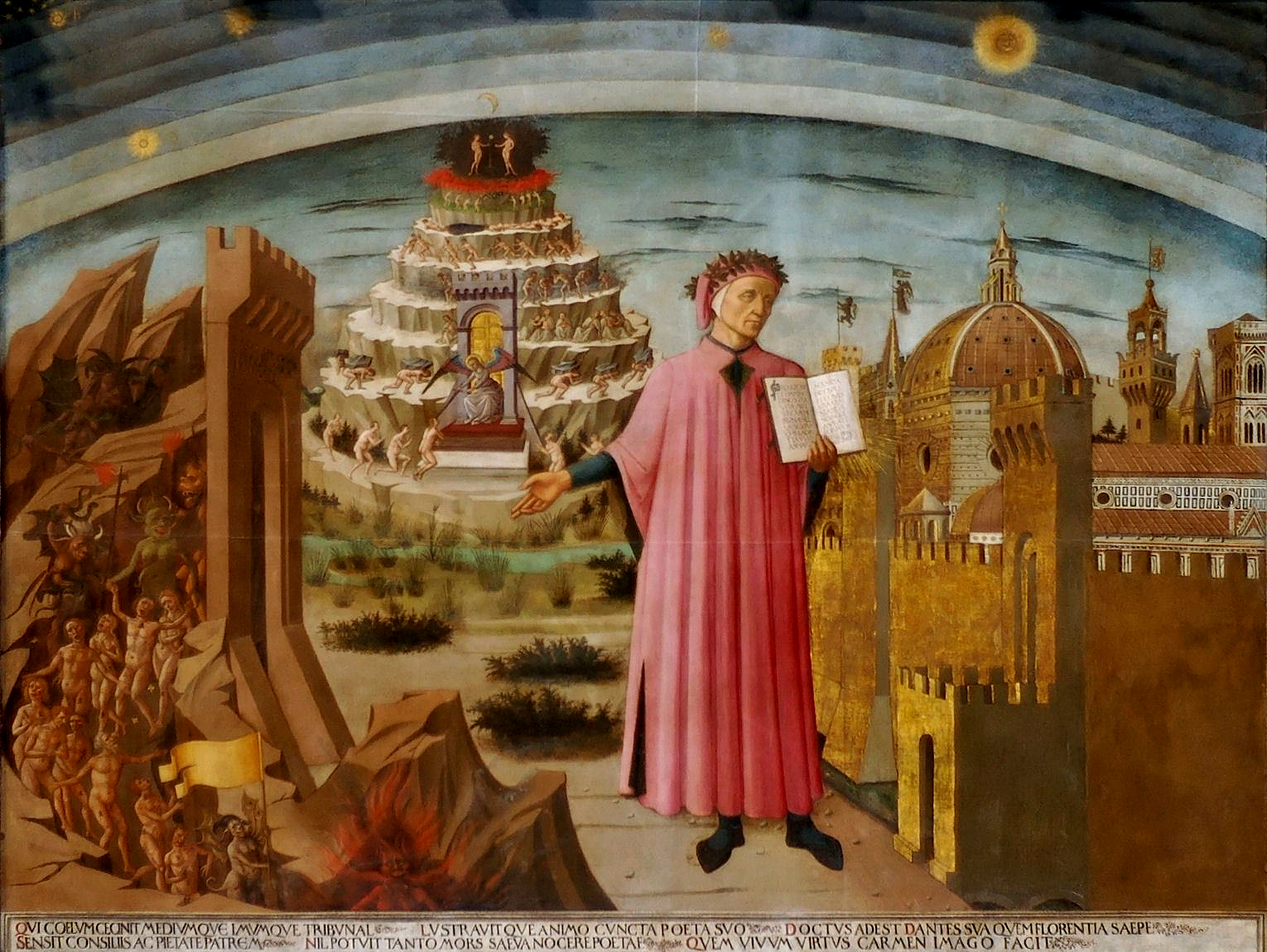
Dante aux portes de l'Enfer, du Purgatoire, et du Paradis, de sa Divine Comédie du XVe siècle.
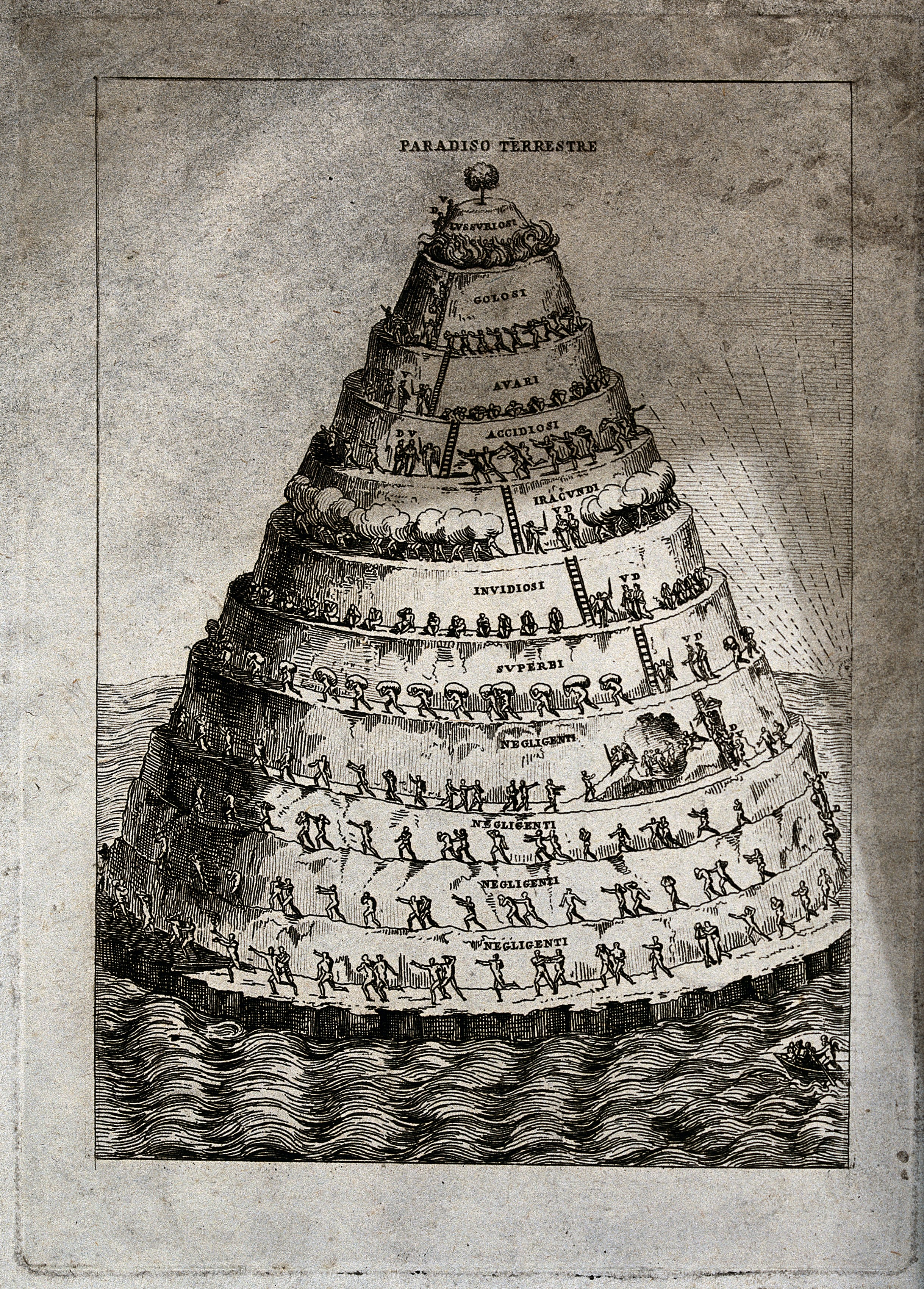
Illustration de la montée au Paradis de Dante
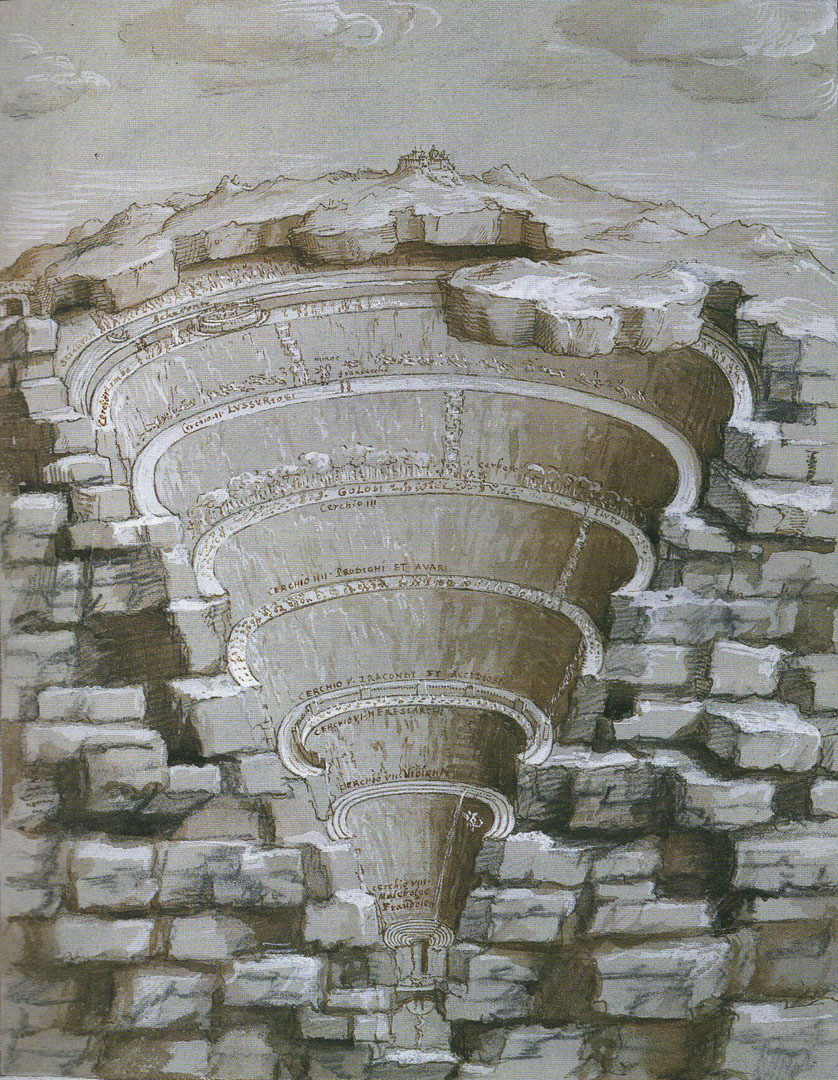
Illustration de la descente en Enfer de Dante
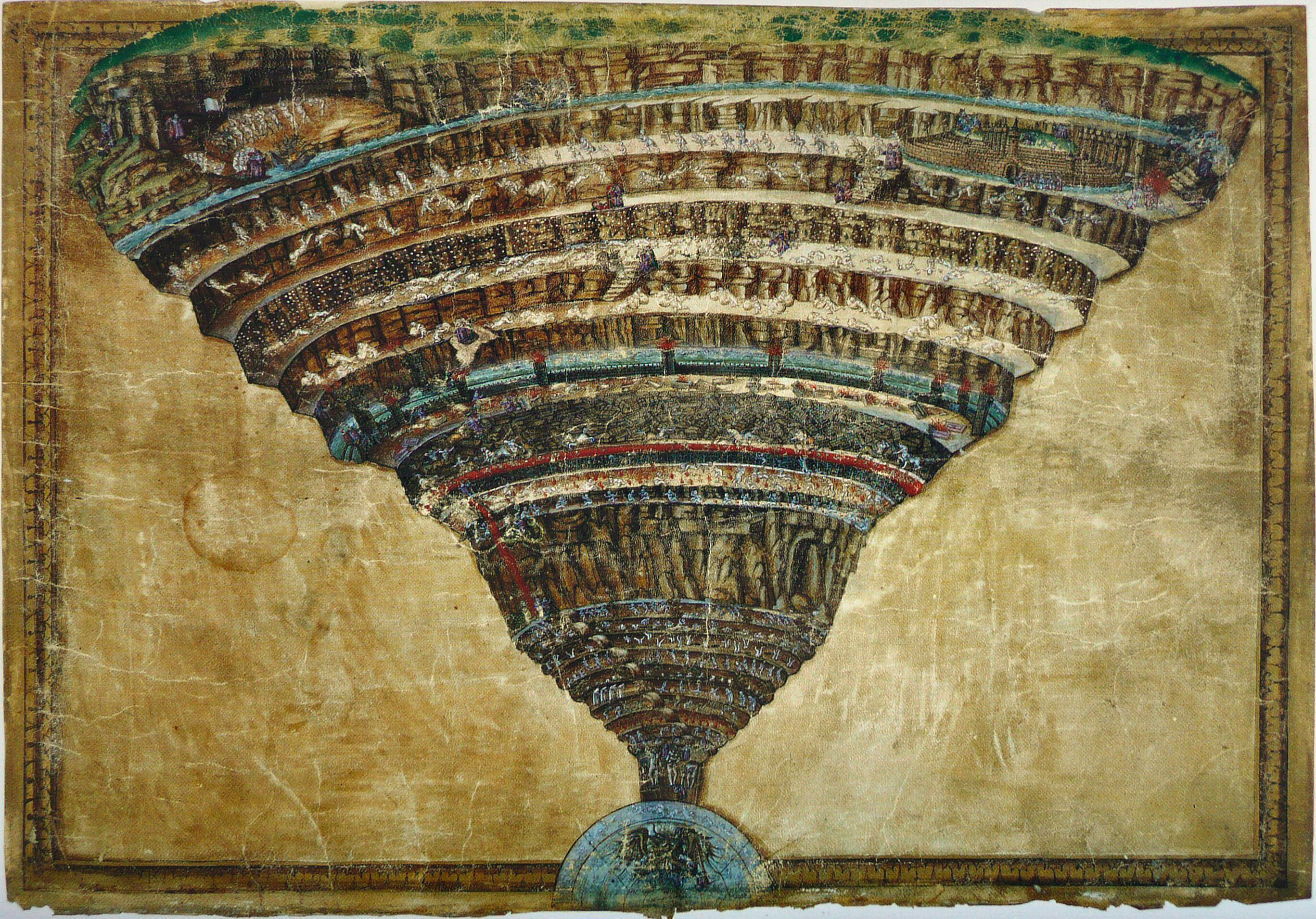
Représentation de l'Enfer de la Divine Comédie de Dante

Quelques monuments architecturaux modernes sont inspirés de cette forme spirale-hélicoïde, dont le musée Solomon R. Guggenheim d'art moderne de Manhattan à New York aux États-Unis (de l'architecte Frank Lloyd Wright) ou le musée Mercedes-Benz de Stuttgart en Allemagne...